# 7sur7
 7sur7 è un sito web di informazione generalista belga in lingua francese, lanciato nel 2006. Appartiene al gruppo editoriale fiammingo De Persgroep, attivo nel Belgio e nei Paesi Bassi.
7sur7 è considerato la versione francofona del sito hln.be, che ospita il quotidiano Het Laatste Nieuws. Al 2014, i due domini avevano registrato una media di 600.000 visitatori, posizionandosi al vertice della classifica dei siti web di informazione belgi più letti.